# Giorgio Mondini
Giorgio Mondini, né le 19 juillet 1980 à Genève, est un pilote automobile suisse. 

## Carrière
- 2001 : Eurocup Formule Renault, 26e
- 2002 : Eurocup Formule Renault, 17e
- 2003 : Eurocup Formule Renault V6, 7e
- 2004 : Eurocup Formule Renault V6, 1er
- 2005 : GP2 Series, 26e
- 2006 : Pilote essayeur de l'écurie de Formule 1 Midland F1 Racing
- 2007 : 2 courses en championnat d'Espagne de voitures de tourisme, 1 victoire
  - 2 courses en World Series by Renault, non classé